# Death Wish II
Death Wish II (bra: Desejo de Matar 2; prt: O Vingador da Noite) é um filme de ação e policial estadunidense de 1982, dirigido e co-editado por Michael Winner. É a primeira de quatro sequências do filme de 1974 Death Wish. Na história, o arquiteto Paul Kersey (Charles Bronson) se muda para Los Angeles com sua filha Carol Kersey (Robin Sherwood); depois que Carol é assassinada por uma gangue criminosa, Kersey novamente decide se tornar um justiceiro. Ao contrário do primeiro filme, no qual Paul caça todos os criminosos que encontra, nesta sequência Paul apenas persegue os agressores que atacaram sua família. A sequência faz uma separação completa dos romances de Brian Garfield, Death Wish e Death Sentence, redefinindo o personagem Paul Kersey. Foi sucedido por Death Wish III.
Death Wish II foi produzido pela Cannon Films, que havia comprado os direitos do romance original de Dino De Laurentiis. Originalmente, Menahem Golan deveria dirigir esta sequência, mas Winner retornou por insistência de Bronson. Sua trilha sonora foi composta pelo guitarrista Jimmy Page. Death Wish II foi lançado nos Estados Unidos em 19 de fevereiro de 1982 pela Filmways Pictures, mas, assim como o filme original, a Columbia Pictures ficou responsável pela distribuição internacional. O filme arrecadou US$ 16,1 milhões durante sua exibição teatral doméstica contra um custo de US$ 8 milhões.

## Enredo
Após os acontecimentos do primeiro filme, Paul Kersey consegue se recuperar de sua vida destruída e segue em frente com sua carreira de arquiteto, agora namorando uma repórter de rádio de Los Angeles chamada Geri Nichols. Eles vão buscar a filha de Paul, Carol, no hospital psiquiátrico; eles passam a tarde em um parque de diversões, onde a carteira de Paul é roubada por uma gangue, composta por cinco homens chamados Nirvana, Punkcut, Stomper, Cutter e Jiver. A turma se divide quando Paul os persegue; ele vai atrás de Jiver, a quem ele encurrala em um beco, mas o libera depois que Jiver diz a Paul que ele não está com sua carteira.
A gangue encontra o endereço da casa de Paul em sua carteira e decide invadi-la. Ao chegar lá, eles amordaçam e restringem Rosario, a empregada de Paul. Então, eles começam a revezar para estuprá-la. Quando Paul chega em casa com sua filha, ele é espancado até ficar inconsciente. Rosario tenta chamar a polícia, mas Nirvana a mata com seu pé de cabra. Eles sequestram Carol e a levam para um esconderijo, onde um dos membros da gangue a estupra. Carol tenta fugir saltando por uma janela de vidro, mas cai bem em cima de uma cerca de ferro, morrendo instantaneamente.
Quando a polícia chega, o tenente Mankewicz pede ajuda para identificar os assaltantes, mas Paul se recusa. Após o funeral de Carol, ele leva uma arma para um hotel de baixa renda no centro da cidade, onde ele planeja suas vigilâncias. Na noite seguinte, ele observa e segue Stomper até um prédio abandonado, quando uma venda de drogas está prestes a ser feita. Paul mata um dos traficantes e ordena que os outros fujam antes que ele atire em Stomper. Na noite seguinte, ele ouve gritos de um casal sendo agredido por quatro assaltantes, que incluem Jiver, em uma garagem de um prédio. Paul mata dois bandidos e fere Jiver, que tenta escapar mancando. Então, Paul segue a trilha de sangue de Jiver até um armazém abandonado e finalmente o mata com um tiro.
A polícia de Los Angeles suspeita que os assassinatos sejam obra de um vigilante e pede orientação à polícia de Nova York, uma vez que eles também lidaram com uma onda de assassinatos de vigilantes anos antes. O detetive da polícia de Nova York, Frank Ochoa, suspeita que pode ser Paul novamente e é enviado para ajudar no caso. Ochoa teme que Paul, quando apanhado, revele que foi libertado sem ser acusado de matar os nove assaltantes na cidade de Nova York. Ochoa se encontra com Mankewicz, que suspeita que Ochoa não está lhe dizendo tudo o que sabe. Ochoa invade o apartamento de Geri e conta a ela sobre a série de assassinatos anteriores de Paul ocorridos na cidade de Nova York; depois que Paul retorna à sua casa, Geri o confronta sobre a revelação de Ochoa, mas ele nega.
Ochoa segue Paul para uma praça local, onde Paul está seguindo os três membros restantes da gangue. Ele os segue até um parque abandonado, onde um grande negócio de armas e drogas está em andamento. Um atirador de elite vigia Paul e tenta matá-lo, mas Ochoa avisa Paul e atira fatalmente no atirador; Ochoa é mortalmente ferido por um tiro dado por Nirvana, e Paul mata Cutter e outro traficante, ferindo Punkcut no tiroteio. O traficante de armas tenta fugir, mas Paul atira nele enquanto ele dirige seu carro, fazendo com que ele caia de um penhasco, enquanto Nirvana escapa. Ochoa, antes de morrer, diz a Paul para vingá-lo antes que os bandidos também o matem. Paul foge e Punkcut morre de seus ferimentos depois de dar informações sobre Nirvana à polícia.
Paul aprende com um dos colegas de trabalho de Geri que a polícia está preparando uma unidade tática para capturar Nirvana. Ele obtém um scanner da polícia e, monitorando o tráfego de rádio da mesma, descobre quando e onde a prisão será realizada. Ele se dirige para o local para matar Nirvana antes dos policiais o pegarem, mas o bandido, sob influência de fenciclidina, golpeia seu braço e esfaqueia alguns oficiais enquanto ele tenta escapar. Finalmente contido pelos guardas, ele é julgado sendo considerado criminalmente louco, sendo enviado para uma instituição mental. Geri está escrevendo uma história sobre o caso e a pena de morte e leva Paul ao hospital para encontrar o médico que está cuidando de Nirvana; enquanto está lá, Paul rouba o cartão de identificação de um outro médico. Mais tarde, Paul falsifica cópias do cartão e usa uma delas para entrar no manicômio para confrontar Nirvana. Apesar de ser esfaqueado repetidamente pelo bandido, Paul consegue matá-lo por eletrocussão; um funcionário do hospital, simpático à Paul, dá-lhe três minutos para escapar antes que ele toque o alarme.
Geri vai para a casa de Paul, onde ela descobre algumas cópias do cartão de identidade falso jogadas no lixo. Ao ouvir uma reportagem da morte de Nirvana no rádio, ela percebe que Paul é realmente o vigilante que Ochoa afirmou que ele era; ela tira o anel de noivado dado por Paul e abandona a casa, com Paul chegando momentos depois dela ir embora.
Alguns meses depois, Paul fala sobre um novo projeto arquitetônico. Ele é convidado pelo seu empregador para uma festa; quando perguntam a Paul se ele pode comparecer, ele responde: "O que mais eu faria?". O filme se encerra com a sombra de Paul caminhando à noite nos becos da cidade, seguido de três tiros.

## Elenco
- Charles Bronson como Paul Kersey
- Jill Ireland como Geri Nichols
- Vincent Gardenia como Frank Ochoa
- Robin Sherwood como Carol Kersey
- J.D. Cannon como advogado do New York District
- Anthony Franciosa como Herman Baldwin
- Robin Sherwood como Carol Kersey
- Laurence Fishburne III como Cutter
- Charles Cyphers como Donald Kay
- Ben Frank como Tenente Mankewicz
- Michael Prince como Elliot Cass
- Thomas F. Duffy como Charles Wilson
- Kevyn Major Howard como Stomper
- Stuart K. Robinson como Jiver
- Lamont Johnson como Plunkett
- Silvana Gallardo como Rosario

## Produção

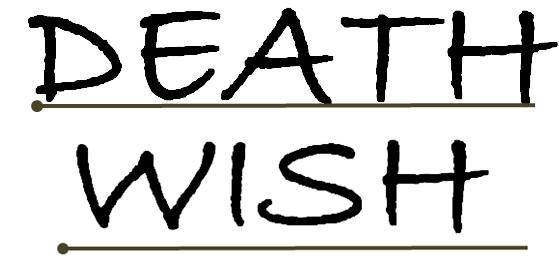
Ilustração.

### Desenvolvimento
Brian Garfield, autor do romance Death Wish original, ficou tão descontente com a versão cinematográfica que escreveu sua própria sequência, Death Sentence. "Eles fizeram dele [Paul] um herói", disse Garfield. "Já eu quis passar a impressão que ele se tornou um homem muito doente".
A ideia de produzir uma sequência do filme Death Wish teve origem entre os produtores Menahem Golan e Yoram Globus, proprietários da Cannon Films. Eles anunciaram seus planos de fazer a sequência antes de realmente garantir os direitos à franquia. Dino De Laurentiis, co-produtor do filme original, os ameaçou com um processo, a menos que eles comprassem os direitos adequadamente. Ele negociou pagamentos para si mesmo, os co-produtores Hal Landers e Bobby Roberts e o autor original Brian Garfield. O contrato incluía pagamentos futuros para cada sequência lançada.
A Cannon Films não queria usar o livro de Garfield, preferindo uma história original de David Engelbach, Golan e Hal Landers. "Acreditamos que nossa versão é a melhor para fazer esta sequência", disse Golan. "Você não pode considerar um filme explorador apenas porque aborda questões perturbadoras", disse Globus. "Os dois filmes de Death Wish são um comentário válido sobre a sociedade americana... O tema da violência nas ruas ficando fora de controle é, infelizmente, mais um fato da vida tanto atualmente quanto há sete anos".
David Engelbach foi convidado para escrever o roteiro. Bronson recebeu US$ 1,5 milhão para reprisar o papel de Paul Kersey. Jill Ireland foi escalada para o filme porque Bronson, seu marido, insistiu nisso. Ela serve como interesse amoroso para Paul e voz de oposição à pena de morte no filme.
A Cannon inicialmente pediu a Golan que dirigisse o filme, mas Bronson insistiu em recrutar Michael Winner novamente. Winner sofreu uma desaceleração em sua carreira durante a década de 1970, uma vez que o último filme comercialmente bem sucedido dele havia sido o próprio Death Wish. Ele concordou em retornar à franquia e também tomou a iniciativa de revisar o roteiro de Engelbach. Winner lembrou que De Laurentiis estava pensando duas vezes sobre deixar outra pessoa produzir a sequência e se ofereceu para contratá-lo para fazer o filme para sua própria produtora. Winner recusou e De Laurentiis não renunciou ao seu acordo com a Cannon Films. O produtor, no entanto, começou a trabalhar em uma "cópia" do filme. O resultado final foi Fighting Back (1982).
Winner disse que a sequência foi pertinente porque "o assalto é agora uma questão maior nos Estados Unidos. Ele se espalhou para cidades onde antes não era um problema. Em Beverly Hills, por exemplo, em vez de falarem sobre os filmes falhos de outras pessoas, o que graças a Deus pararam de comentar sobre isso, as pessoas agora falam sobre seus assaltos sofridos".
O filme introduziu mudanças significativas para o personagem Paul. Uma dessas alterações envolveu seu modus operandi como vigilante. No filme original, Paul atiraria e mataria todos os criminosos nas proximidades. Na sequência, ele está atrás de cinco criminosos específicos, responsáveis pela morte de sua filha. Sua busca obstinada se estende a ignorar outros alvos em potencial. Ele é visto ignorando a maioria dos ladrões, traficantes de drogas e um cafetão violento. Outra mudança envolve suas habilidades: no primeiro filme, suas atividades como vigilante dependem apenas do uso de armas; já na sequência, ele é capaz de espancar homens consideravelmente mais jovens que ele.
Entre as revisões finais do roteiro, havia uma mudança de local da ambientação. O script original definiu a ação em São Francisco, mas a revisão mudou a história para Los Angeles.
Winner disse que o filme era "o mesmo, mas diferente" do original. "É assim que as sequências Rocky II e Rocky III são. Você não vê Sylvester Stallone se mudar para o Congo e se tornar um enfermeiro. Aqui a aparência de Los Angeles é o que é diferente".
Engelbach argumentou que o filme levantou "questões sérias, ou seja, a deterioração do estado de nosso sistema de justiça criminal. As ações do personagem de Bronson são ditadas pela incapacidade da polícia de impedir o crime, pela preocupação dos tribunais com justiça técnica e não real e o clima canceroso de medo em que nos encontramos hoje. Paul Kersey não é um herói. Em sua busca de vingança, ele perde o único relacionamento emocional de sua vida e, no final da história, se torna tão vítima de um crime quanto os bandidos que ele mata em seu rastro".

### Filmagens
O filme foi rodado em Los Angeles e retratou as áreas "desprezíveis" da cidade. Vinte homens de folga da polícia da cidade foram contratados para proteger o elenco e a equipe de filmagem de possíveis problemas. Uma cena envolvendo o Hollywood Hotel abandonado foi filmada por lá meses antes do local ser demolido.
Vários figurantes moradores dos próprios locais de locação foram contratados para desempenhar um papel ou simplesmente para "passear" durante as filmagens. Entre eles estavam viciados em drogas, uma drag queen, praticantes de Hare Krishnas e motociclistas. Todos foram incluídos pelo diretor na tentativa de obter uma sensação autêntica das ruas de Los Angeles. Winner tentou manter o clima no set alegre; "só porque um filme é aterrorizante, isso não significa que as pessoas que o fazem tenham que ser sombrias", disse ele.

### Trilha sonora
Isaac Hayes foi recomendado pelos produtores do filme para compor a trilha; no entanto, Michael Winner escolheu o ex-guitarrista da banda Led Zeppelin, Jimmy Page (que era vizinho de Winner na época). Os créditos iniciais trazem o tom de guitarra de Page, junto com o som pesado de bateria carregado de reverberação que ele usou com o Led Zeppelin. A trilha sonora do filme foi lançada em fevereiro de 1982; partes da trilha foram gravadas pelo grupo Twiztid em sua música "Spiderwebs" para o álbum Heartbroken & Homicidal.

## Lançamento
A Cannon Films conseguiu vender os direitos de distribuição a vários compradores interessados. Os direitos teatrais nos Estados Unidos e no Canadá foram adquiridos pela Filmways; a empresa havia recém adquirido a American International Pictures, conhecida por seus filmes do gênero exploitation, com Death Wish II se encaixando perfeitamente em sua biblioteca de filmes desse gênero. A Columbia Pictures comprou os direitos de distribuição internacional, repetindo a sua estratégia usada no filme original. Death Wish II foi originalmente planejado para ser lançado no Natal de 1981, mas a Filmways decidiu adiar o lançamento até fevereiro de 1982 para enfrentar uma competição mais fraca por um público. O filme se tornou a produção de maior bilheteria em sua semana de abertura.

## Recepção

### Bilheteria
O filme arrecadou US$ 16 milhões nos cinemas dos Estados Unidos, um raro sucesso de bilheteria para a enferma Filmways. Ainda sim, a empresa ainda encerrou 1982 com perdas de US$ 52,7 milhões, sendo posteriormente adquirida pela Orion Pictures.
Death Wish II obteve um lucro de US$ 2 milhões para a Cannon Films, além de US$ 29 milhões adicionais em todo o mundo.
Desde então, o filme se tornou mais rentável em seu país de origem através de seu lançamento em home video. Uma pesquisa da HBO constatou que as cópias de Death Wish II eram mais procuradas do que Chariots of Fire (1981).

### Resposta crítica
Vincent Canby, do jornal The New York Times, disse que a sequência era "ainda mais tola, mais brega e mais desumanamente desumana do que o filme original de 1974" e "tão letárgica que nem sequer provoca indignação"; Canby criticou particularmente a maneira como o filme repete essencialmente o enredo do original, a incompetência artificial dos personagens da polícia e a performance pouco convincente de Jill Ireland. Roger Ebert não pontuou nenhuma das quatro estrelas em sua crítica observando que ele reserva essa classificação apenas para os poucos filmes que são "artisticamente ineptos e moralmente repugnantes"; citando o tom letárgico da atuação e direção, a falta de enredo, o diálogo sem vida e as sequências de ação fracas, ele concluiu: "enquanto o primeiro filme me convenceu da necessidade de vingança de Bronson, este é apenas uma série de assassinatos supérfluos". A revista Variety chamou o filme de "tão revoltante quanto o original".
O filme foi indicado ao Stinkers Bad Movie Awards na categoria de pior filme e ao Framboesa de Ouro na categoria de pior trilha sonora.